# Aphaereta falcigera
Aphaereta falcigera är en stekelart som beskrevs av Graham 1960. Aphaereta falcigera ingår i släktet Aphaereta och familjen bracksteklar. Inga underarter finns listade i Catalogue of Life.